# Djibril Bassolé
Djibril Bassolé (Nouna, 30 novembre 1957) è un politico burkinabé.
Dal 2000 al 2007, durante il governo di Blaise Compaoré, è stato il responsabile della sicurezza del Burkina Faso.
Il 5 ottobre 2015 insieme a Gilbert Diendéré è stato incolpato di aver organizzato il fallito golpe del 17 settembre che per 8 giorni ha instaurato una dittatura militare nel Burkina Faso e dovrà rispondere di numerosi reati.